# 愛情衝昏頭
《愛情衝昏頭》（英語：Surfer, Dude）是一部2008年美国喜劇電影，由S·R·宾德勒执导，马修·麦康纳主演。伍迪·哈里森称该片是他拍过的最“不务正业”的作品。

## 评价
《洛杉磯時報》的评论员迈克尔·奥多纳评价这部影片时说：“影片充斥着大麻烟卷、乳房，以及老套的电影语言和笨拙的阐述。它让人想起60年代末至70年代初的吸毒文化电影，但却没有天真烂漫的乐趣。”《好莱坞报道》的斯蒂芬·法伯认为它是“一部乏善可陈的虚荣之作”。